# Эль-Пендо
Эль-Пендо (исп. Cueva de El Pendo) — доисторическая пещера, расположенная на юго-западе Эскобедо-де-Камарго в  Кантабрии, Испания. Знаменита своей наскальной живописью эпохи верхнего палеолита, и занесена в список объектов  Всемирного наследия ЮНЕСКО (Альтамира и наскальная живопись Северной Испании).
Пещера была обнаружена в 1878 году Марселино Сансом де Саутуола, и стех пор многократно становилась объектом исследований археологов. Так, в 1907 году её изучал известный учёный, исследователь палеолитической живописи Кантабрии, Алькальде дель Рио, который вместе с Хесусом Карбальо нашёл множество произведений мобильного искусства, в том числе был найден и знаменитый «жезл начальника», представляющий собой олений рог с выгравированным на нём изображением серны. 
Несмотря на открытия сделанные А. дель Рио и Карбальо, до конца XX века пещера Эль-Пендо считалась бедной на археологические памятники, оставленные первобытным человеком. Но всё изменилось в 1997 году, когда археологи Рамон Монтес и Хуан Сангино открыли уникальный «Живописный фриз» (исп. Friso de las Pinturas) Эль-Пендо, представляющий собой горизонтальную полосу длинной 25 метров, на которой расположены многочисленные изображения животных. Возраст рисунков составляет более 20000 лет.